# Football Club de Nantes 2015-2016
Questa voce raccoglie le informazioni riguardanti il Football Club de Nantes nelle competizioni ufficiali della stagione 2015-2016.

## Stagione
La stagione 2015-2016 del Nantes è la 48ª stagione del club in Ligue 1.

## Maglie e sponsor
Lo sponsor tecnico per la stagione 2015-2016 è Umbro, mentre lo sponsor ufficiale è Synergie, al terzo anno consecutivo.
| Casa | Trasferta |

## Rosa
| N. |                        | Ruolo | Calciatore           |
| -- | ---------------------- | ----- | -------------------- |
| 1  | Francia (bandiera)     | P     | Rémy Riou            |
| 3  | Albania (bandiera)     | D     | Ermir Lenjani        |
| 4  | Venezuela (bandiera)   | D     | Oswaldo Vizcarrondo  |
| 5  | Albania (bandiera)     | D     | Lorik Cana           |
| 6  | Senegal (bandiera)     | C     | Rémi Gomis           |
| 7  | Stati Uniti (bandiera) | C     | Alejandro Bedoya     |
| 8  | Francia (bandiera)     | C     | Adrien Thomasson     |
| 9  | Islanda (bandiera)     | A     | Kolbeinn Sigthórsson |
| 10 | Marocco (bandiera)     | A     | Yacine Bammou        |
| 12 | Mali (bandiera)        | C     | Birama Touré         |
| 13 | Francia (bandiera)     | D     | Wilfried Moimbé      |
| 14 | Francia (bandiera)     | C     | Youssouf Sabaly      |
| 15 | Francia (bandiera)     | D     | Léo Dubois           |
| 18 | Francia (bandiera)     | C     | Anthony Walongwa     |

| N. |                      | Ruolo | Calciatore       |
| -- | -------------------- | ----- | ---------------- |
| 19 | Francia (bandiera)   | C     | Abdoulaye Touré  |
| 20 | Francia (bandiera)   | C     | Jules Iloki      |
| 21 | Francia (bandiera)   | A     | Johan Audel      |
| 22 | Argentina (bandiera) | A     | Emiliano Sala    |
| 23 | Brasile (bandiera)   | A     | Adryan           |
| 24 | Francia (bandiera)   | C     | Alexis Alégué    |
| 25 | Francia (bandiera)   | D     | Enock Kwateng    |
| 26 | Francia (bandiera)   | D     | Koffi Djidji     |
| 27 | Belgio (bandiera)    | C     | Guillaume Gillet |
| 28 | Francia (bandiera)   | C     | Valentin Rongier |
| 30 | Francia (bandiera)   | P     | Maxime Dupé      |
| 33 | Francia (bandiera)   | D     | Hicham M'Laab    |
| 34 | Francia (bandiera)   | A     | Thomas Henry     |

## Calciomercato

### Sessione estiva(dal 10/6 all'1/9)
| Acquisti | Acquisti             | Acquisti            | Acquisti                         |
| R.       | Nome                 | da                  | Modalità                         |
| -------- | -------------------- | ------------------- | -------------------------------- |
| D        | Lorik Cana           | Lazio               | definitivo                       |
| D        | Ermir Lenjani        | Rennes              | prestito con diritto di riscatto |
| D        | Wilfried Moimbé      | Brest               | definitivo                       |
| D        | Youssouf Sabaly      | Paris Saint-Germain | prestito                         |
| C        | Adryan               | Flamengo            | prestito con diritto di riscatto |
| C        | Adrien Thomasson     | Thonon Évian        | definitivo (800 mila €)          |
| A        | Emiliano Sala        | Bordeaux            | definitivo (1 milione €)         |
| A        | Kolbeinn Sigthórsson | Ajax                | definitivo (3 milioni €)         |
| R.       | Nome                 | da                  | Modalità                         |
| C        | Amine Oudrhiri       | Arles               | fine prestito                    |
| C        | Abdoulaye Touré      | Poiré-sur-Vie       | fine prestito                    |
| C        | Birama Touré         | Brest               | fine prestito                    |

| Cessioni | Cessioni               | Cessioni            | Cessioni                   |
| R.       | Nome                   | a                   | Modalità                   |
| -------- | ---------------------- | ------------------- | -------------------------- |
| P        | Nassim Badry           |                     | svincolato                 |
| P        | Erwin Zelazny          | Rodez               | definitivo                 |
| D        | Chaker Alhadhur        | Caen                | definitivo (50 mila €)     |
| D        | Issa Cissokho          | Genoa               | definitivo (500 mila €)    |
| D        | Papy Djilobodji        | Chelsea             | definitivo (3,5 milioni €) |
| D        | Kian Hansen            | Midtjylland         | definitivo (1,5 milioni €) |
| D        | Olivier Veigneau       | Kasımpaşa           | definitivo                 |
| C        | Vincent Bessat         | Caen                | definitivo                 |
| C        | Georges-Kévin N'Koudou | Olympique Marsiglia | definitivo (1,5 milioni €) |
| C        | Amine Oudrhiri         | Sedan               | prestito                   |
| C        | Jordan Veretout        | Aston Villa         | definitivo (10 milioni €)  |
| A        | Serge Gakpé            | Genoa               | definitivo                 |

### Sessione invernale(dal 3/1 al 2/2)
| Acquisti | Acquisti              | Acquisti           | Acquisti      |
| R.       | Nome                  | da                 | Modalità      |
| -------- | --------------------- | ------------------ | ------------- |
| C        | Guillaume Gillet      | Anderlecht         | definitivo    |
| R.       | Nome                  | da                 | Modalità      |
| A        | Fernando Aristeguieta | Philadelphia Union | fine prestito |

| Cessioni | Cessioni              | Cessioni | Cessioni   |
| R.       | Nome                  | a        | Modalità   |
| -------- | --------------------- | -------- | ---------- |
| C        | Lucas Deaux           | Gent     | definitivo |
| A        | Ismaël Bangoura       | Al-Ra'ed | definitivo |
| A        | Fernando Aristeguieta | Red Star | prestito   |